# Alfie Whiteman
Alfie Whiteman (* 2. října 1998 Londýn) je anglický profesionální fotbalový brankář, který chytá za anglický klub Tottenham Hotspur FC.

## Klubová kariéra

### Tottenham Hotspurs

#### Mládež
Whiteman se v 16. letech přesunul z akademie Tottenhamu Hotspur do výběru do 18 let. Zde odehrál celkem 10 utkání, z toho 9 v Premier League do 18 let, zbylý jeden pak v FA Youth Cup.
V roce 2017 přešel z týmu do 18 let do výběru do 23 let. Zde odehrál celkem 30 zápasů, z nichž většinu v Premier League 2. První zápas odehrál již 21. října 2015 v utkání proti Leicesteru City. Celkem pět utkání pak odehrál v soutěži EFL Trophy.

#### A-tým
Od roku 2016 se začal objevovat na soupisce prvního týmu Tottenhamu. Na lavičce se poprvé objevil 21. září 2016 v utkání ligového poháru proti Gillinghamu. Svůj debut v dresu A-Týmu odehrál 26. listopadu 2020 v utkání Evropské ligy UEFA proti Ludogoreci Razgrad, když v 82. minutě nahradil Joa Harta.

## Reprezentační kariéra
Whiteman reprezentoval Anglii v několik mládežnických kategoriích. Nejvíce utkání odehrál v kategorii U17, kde krom přátelských zápasů nastoupil také třikrát v kvalifikace na Mistrovství Evropy U17.